# FanDuel Sports Network Ohio
Bally Sports Ohio anciennement Fox Sports Ohio est une chaîne de télévision sportive régionale américaine qui diffuse des événements sportifs dans l'État de l'Ohio et appartient à Diamond Sports Group.
Il y a deux chaînes Fox Sports Ohio : L'une à Cleveland et l'autre à Cincinnati, chacune dédiée à son marché respectif. Les matchs provenant de Columbus, ville située entre Cleveland et Cincinnati, peuvent se retrouver sur un canal supplémentaire ajouté par le câblodistributeur.

## Programmation
La chaîne diffuse les matchs des équipes professionnelles suivantes :
- Blue Jackets de Columbus (NHL)
- Cavaliers de Cleveland (NBA)
- Reds de Cincinnati (MLB)
- Crew de Columbus (MLS)
- Monsters du lac Érié (AHL)

ainsi que la couverture des sports collégiaux suivants :
- Xavier Musketeers et l'Université Xavier (basketball)
- Bearcats de Cincinnati de l'Université de Cincinnati (basketball)

Les matchs des Indians de Cleveland se retrouvent sur SportsTime Ohio depuis la saison 2006, chaîne lancée par l'équipe.